# Kanton Levie
Levie is een voormalig kanton van het Franse departement Corse-du-Sud. Het kanton maakte deel uit van het arrondissement Sartène. Het werd opgeheven bij decreet van 24 februari 2014 met uitwerking op 22 maart 2015.

## Gemeenten
Het kanton Levie omvatte de volgende gemeenten:
- Carbini
- Levie (hoofdplaats)
- San-Gavino-di-Carbini
- Zonza